# Verordnung über die Wiederherstellung der Natur
Die Verordnung über die Wiederherstellung der Natur (meist kurz Wiederherstellungsverordnung (WVO oder WHVO), auch Gesetz zur Wiederherstellung der Natur oder Renaturierungsgesetz,  englisch Nature Restoration Law) ist eine Verordnung der Europäischen Union, deren Kernpunkt die Pflicht der Mitgliedstaaten der Europäischen Union ist, ihre Umwelt nicht nur zu schützen, sondern die Natur durch Renaturierung in einen „guten ökologischen Zustand“ zurückzuführen; sie ist ein Kernelement des Europäischen „Green Deal“ und der EU-Biodiversitätsstrategie und macht die darin gesetzten Ziele zur „Wiederherstellung der Natur“ verbindlich.

## Entwicklung
Das „EU-Naturschutzgesetz“ wurde am 22. Juni 2022 von der EU-Kommission vorgeschlagen. Ein Jahr später erzielte der Rat der Europäischen Union am 20. Juni 2023 eine Einigung über einen Vorschlag als Grundlage für Verhandlungen mit dem Europäischen Parlament. Am 12. Juli 2023 verabschiedete das EU-Parlament mit knapper Mehrheit seinen Standpunkt zur geplanten Verordnung für die Verhandlungen mit dem Rat. EU-Kommission, -Rat und -Parlament einigten sich dann in Trilog-Verhandlungen auf einen Kompromiss der Verordnung, der am 9. November 2023 bekanntgegeben wurde; in der Folge stimmte das EU-Parlament am 27. Februar 2024 für diesen finalen Entwurf.
Vor der für den 25. März 2024 angesetzten Abstimmung im Rat der EU-Umweltminister zogen jedoch acht EU-Mitgliedsstaaten ihre Zustimmung zurück, sodass die Abstimmung von der Tagesordnung abgesetzt wurde, weil ein Scheitern absehbar war. Gegen die geplante Verordnung positionierten sich nun Schweden, Italien, die Niederlande und Ungarn; Österreich, Belgien, Finnland und Polen hatten Stimmenthaltung angekündigt. Nach weiteren Verhandlungen fand die Abstimmung schließlich am 17. Juni 2024 statt: Belgien enthielt sich und aus Österreich stimmte Umweltministerin Gewessler (Grüne) für das Gesetz, womit die erforderliche qualifizierte Mehrheit von mehr als 65 Prozent der EU-Gesamtbevölkerung erreicht war. Begleitet wurde das von vehementem Widerstand der Österreichischen Volkspartei (ÖVP), mit der die Grünen seit 2021 eine Koalitionsregierung bildeten. Aufgrund einer uneindeutigen Gesetzeslage in Österreich standen Vertreter der ÖVP auf dem Standpunkt, Gewessler dürfe nicht zustimmen, ja, sie begehe gar Verfassungsbruch. Bundeskanzler Nehammer (ÖVP) wandte sich am Tag vor der Abstimmung an den belgischen Ratsvorsitz, um zu erklären, dass eine Zustimmung Gewesslers rechtswidrig wäre. Der verwies darauf, dass diese Frage in Österreich zu klären sei, nicht im EU-Rat. Unmittelbar nach der Abstimmung kündigte Nehammer eine Nichtigkeitsklage vor dem EU-Gerichtshof an.
Am 29. Juli 2024 wurde die Verordnung im Amtsblatt der Europäischen Union veröffentlicht und damit unmittelbar rechtskräftig; in Deutschland trat die Verordnung Mitte August 2024 in Kraft.
Die Europäische Bürgerbeauftragte rügte im Oktober 2024 einen Missstand in der Verwaltungstätigkeit der EU-Kommission, da diese den Zugang zu Dokumenten verweigerte, die Informationen zur Lobbytätigkeit von Umwelt-NGOs während des Gesetzgebungsprozesses zur Verordnung enthielten.

## Hintergrund
Zur Begründung des Gesetzesvorschlags wird angeführt, dass 80 Prozent der Lebensräume in Europa in schlechtem Zustand seien und die vorgeschlagenen Maßnahmen ein entscheidender Schritt seien, den „Kollaps von Ökosystemen“ zu verhindern und den „schlimmsten Auswirkungen“ des Klimawandels und des Verlustes von Biodiversität vorzubeugen. Die Wiederherstellung von Feuchtgebieten, Flüssen, Wäldern, Grasland, Meeresökosystemen und städtischen Gebieten in der EU und der darin vorkommenden Arten soll dazu beitragen, die Widerstandsfähigkeit und Sicherheit der Nahrungsmittelversorgung in der EU und weltweit zu gewährleisten.
Als wesentlicher Teil der EU-Biodiversitätsstrategie hält die Verordnung die gesetzten Ziele gesetzlich fest. Die EU-Biodiversitätsstrategie formuliert zum einen das Ziel, 30 Prozent der EU-Landfläche gesetzlich zu schützen und ein Drittel dieser Fläche unter strengen Schutz zu stellen. Darüber hinaus sollen mindestens 10 Prozent der landwirtschaftlichen Flächen so genutzt werden, dass hier nicht mehr die Produktion landwirtschaftlicher Produkte im Vordergrund steht, sondern die Bereitstellung von Lebensraum für Wildtiere und -pflanzen.
Die Biodiversitätsstrategie ist eng verbunden mit der Farm-to-Fork-Strategie (F2F) der EU-Kommission und ergänzt sie, wobei sie der Landwirtschaft in der EU verschiedene Beschränkungen auferlegt. Zu den spezifischen Zielen der F2F- und Biodiversitätsstrategie gehören: Reduzierung des Düngemitteleinsatzes um 20 Prozent, Halbierung des Einsatzes und des Risikos chemischer Pestizide und Antibiotika, Ausweitung des ökologischen Landbaus auf 25 Prozent der landwirtschaftlichen Nutzfläche und Rückführung von mindestens 10 Prozent der Agrarflächen in Landschaften mit hoher Artenvielfalt.

## Inhalt
Die Verordnung (Art. 1 Abs. 2) sieht als Gesamtziel vor, dass auf die gesamte Union bezogen 20 % der Flächen (terrestrisch und aquatisch) wiederhergestellt werden sollen, also so restauriert werden, dass sie ihre natürlichen ökologischen Funktionen wieder erfüllen können, statt rein auf Bewirtschaftung ausgerichtet zu sein.
Dies soll mit den sogenannten Unterzielen erfüllt werden. In diesen Zielen werden zumeist Fristen genannt bis zu denen die Zielvorgaben erfüllt werden müssen.

### Wiederherstellung von Land-, Küsten- und Süßwasserökosystemen (Artikel 4)
Die im Anhang I der Verordnung genannten Lebensraumtypen, die den Lebensraumtypen des Anhang I der FFH-Richtlinie entsprechen sind in einen guten Erhaltungszustand zu versetzen. Bis 2030 muss für 30 % der der Flächen aller Lebensraumtypen in einem guten Erhaltungszustand sein. Bis 2040 sind es 60 % und bis 2050 90 %. Für den ersten Zeitraum bis 2030 haben dabei Flächen in Natura 2000-Gebieten Vorrang. Für in einem Mitgliedsstaat besonders häufige Lebensraumtypen sind Abweichungen möglich. Die Zustandserhebung der Flächen muss bis 2030 90 % und bis 2040 sämtliche Flächen bewerten. Für die Erreichung dieser und aller weiteren Ziele ist bis zum 1. September 2026 ein nationaler Wiederherstellungsplan zu erstellen.

### Wiederherstellung von Meeresökosystemen (Artikel 5)
Für die Wiederherstellung von Meeresökosystemen gelten die gleichen Zielvorgaben wie für die Landökosysteme. Dies gilt auch für die Zustandserhebung. Die Liste der Lebensraumtypen umfasst hier auch Lebensraumtypen die bislang noch nicht bereits in der FFH-Richtlinie gelistet waren.

### Wiederherstellung städtischer Ökosysteme (Artikel 8)
In der Zeit zwischen 2024 und Ende 2030 darf es in Städten keine Nettoverlust an Grünflächen und der mit Bäumen überschirmten Fläche geben. Besonders Baumreiche Städte können davon ausgenommen werden. Anschließend muss die Grünfläche wachsen. Dies ist alle sechs Jahre zu bewerten. Der Zielzustand ist in einem nationalen Wiederherstellungsplan zu definieren. Die Kriterien für den Zielzustand müssen bis 2030 entwickelt werden.

### Weitere Ziele
- 10 Prozent der Agrarflächen sollen als Naturflächen wiederhergestellt werden, was allerdings nicht unbedingt eine Stilllegung bedeutet.[17][19]
- Es sollen Maßnahmen zugunsten der Flüsse getroffen werden, sodass in der EU 25.000 Flusskilometer bis 2030 wieder in frei fließende Flüsse umgewandelt werden.[17][20]
- Bis zum Jahr 2030 sind drei Milliarden zusätzliche Bäume zu pflanzen. Hierbei ist sicherzustellen, dass keine negativen Auswirkungen auf Ökosysteme entstehen. Es sind vorrangig heimische Baumarten zu verwenden (Art. 13).

### Frühere Vorschläge
Außerdem war im Kommissionsvorschlag von 2022 vorgesehen, bis 2030 30 Prozent der entwässerten landwirtschaftlich genutzten Moorflächen zu renaturieren, von denen mindestens ein Viertel wiedervernässt werden sollte. Bis 2040 sollte der Anteil auf 50 Prozent steigen, wobei mindestens die Hälfte wiedervernässt werden sollte. Das Ziel für 2050 wäre die Wiederherstellung von 70 Prozent der entwässerten landwirtschaftlichen Moorflächen gewesen. In der 2024 in Kraft getretenen Fassung wurden die Renaturierungsquoten reduziert auf 40 Prozent (2040, mindestens ein Drittel wiedervernässt) bzw. 50 Prozent (2050, mindestens ein Drittel wiedervernässt).

## Gesetzwerdung

### Befürworter
Im Europäischen Parlament stimmten die sozialdemokratische Fraktion S&D, die grüne und regionalistische Fraktion Grüne/EFA sowie die demokratisch-sozialistische und kommunistische Fraktion Die Linke für die Verordnung. Auch die Mehrheit der liberalen und zentristischen Fraktion Renew Europe stimmte dafür. Unterstützung fand der Antrag darüber hinaus bei zahlreichen Wissenschaftlern, die sich in einer öffentlichen Erklärung gegen die Einwände der Gegner dieses Gesetzes stellten. Unterstützer bezogen sich dabei auf eine mediale Aufmerksamkeit erregende Studie, die im Mai 2023 von der Cambridge Philosophical Society publiziert wurde. Laut dieser Studie befindet sich das Leben auf der Erde im historisch sechsten Massenaussterben, das die Existenz von schätzungsweise der Hälfte aller Arten der Erde bedroht. Außerdem, so die Wissenschaftler, die das Gesetz unterstützen, widersprechen die Gegner des Gesetzes der wissenschaftlichen Beweislage. Guy Pe’er vom Helmholtz-Zentrum für Umweltforschung erklärte, dass die Kontra-Seite der Debatte von Fehlinformationen und Lobbyarbeit geprägt sei.
Außerdem trugen beispielsweise Greenpeace, NABU, WWF, Fridays for Future sowie die Klimaaktivistinnen Greta Thunberg und Luisa Neubauer die Kampagne mit.

### Gegner
Die prominenteste Fraktion unter den Gegnern des Verordnungsvorschlages war die christdemokratische und konservative EVP. Sie argumentierte, die Verordnung drohe das Geschäft von Landwirten und Fischern einzuschränken. Der Vorsitzende der EVP, Manfred Weber, kritisierte während einer Pressekonferenz, dass die Verordnung die Zukunft der Nahrungsproduktion offen ließe.
Der Ablehnung der EVP schloss sich auch die EU-skeptische, konservative und rechtspopulistische Fraktion EKR an. Die rechtspopulistische und rechtsextreme Fraktion ID stimmte als einzige geschlossen gegen die Verordnung.

#### Interne Streitigkeiten
Auch innerhalb der EVP-Fraktion war die Ablehnung der Verordnung umstritten. So stimmten alle fünf EVP-Abgeordneten aus Irland entgegen der Fraktionslinie. Der Vorsitzende der irischen EVP-Abgeordneten Seán Kelly, sagte: „Ich kann nicht gegen dieses Gesetz stimmen. Irland befindet sich in einer Krise der biologischen Vielfalt. Unsere Landwirte und Fischer, die unser Land, unsere Flüsse und Meere hüten, erfahren dies aus erster Hand und sehen die täglichen Auswirkungen auf ihre Betriebe.“ Aus Österreich, wo die ÖVP als Teil der Regierungskoalition strikt gegen das Gesetz eintrat und vehement Druck auf Umweltministerin Gewessler (Grüne) ausübte, im EU-Ministerrat nicht zuzustimmen, stimmte Othmar Karas als einziger der ÖVP-Mandatare im EU-Parlament dafür.

### Abstimmungsergebnis im Europäischen Parlament vom 27. Februar 2024

#### Aufgeschlüsselt nach Parlamentsfraktionen
Das Europäische Parlament nahm die mit den Mitgliedstaaten erzielte Vereinbarung mit 329 zu 275 Stimmen bei 24 Enthaltungen an. So stimmten die einzelnen Fraktionen im Europäischen Parlament ab:
| Fraktion      | Dafür | Dagegen | Enthaltungen |
| ------------- | ----- | ------- | ------------ |
| EKR           | 3     | 60      | 1            |
| EVP           | 25    | 115     | 10           |
| Grüne/EFA     | 69    | —       | 2            |
| ID            | —     | 50      | —            |
| Die Linke     | 28    | 3       | —            |
| Renew Europe  | 60    | 30      | 6            |
| S&D           | 117   | 4       | 3            |
| Fraktionslose | 27    | 13      | 2            |

#### Aufgeschlüsselt nach nationaler Parteizugehörigkeit

##### Deutschland
Von den deutschen Abgeordneten stimmten 46 für die Vereinbarung und 42 dagegen. Acht Abgeordnete nahmen nicht an der Abstimmung teil.
| Partei       | Dafür | Dagegen | Enthaltungen | Abwesend |
| ------------ | ----- | ------- | ------------ | -------- |
| AfD          | —     | 8       | —            | 1        |
| BD           | —     | 1       | —            | —        |
| CDU          | —     | 19      | —            | 4        |
| CSU          | —     | 6       | —            | —        |
| Familie      | 1     | —       | —            | —        |
| FDP          | —     | 5       | —            | —        |
| Freie Wähler | —     | 2       | —            | —        |
| Grüne        | 20    | —       | —            | 1        |
| Die Linke    | 4     | —       | —            | 1        |
| ÖDP          | 1     | —       | —            | —        |
| Die PARTEI   | 1     | —       | —            | —        |
| Piraten      | 1     | —       | —            | —        |
| SPD          | 15    | —       | —            | 1        |
| Volt         | 1     | —       | —            | —        |
| Parteilose   | 2     | 1       | —            | —        |

##### Österreich
Von den österreichischen Abgeordneten stimmten zehn für die Vereinbarung und sieben dagegen. Zwei Abgeordnete nahmen nicht an der Abstimmung teil.
| Partei | Dafür | Dagegen | Enthaltungen | Abwesend |
| ------ | ----- | ------- | ------------ | -------- |
| FPÖ    | —     | 3       | —            | —        |
| Grüne  | 3     | —       | —            | —        |
| NEOS   | 1     | —       | —            | —        |
| ÖVP    | 1     | 4       | —            | 2        |
| SPÖ    | 5     | —       | —            | —        |